# Louis Cennamo
Louis David Cennamo (Londen, 5 maart 1946) is een basgitarist, die zonder ooit op de voorgrond te zijn getreden deel uitmaakte van een van de bekendste muziekgroepen binnen de progressieve rock, Renaissance. 
Zijn muzikale loopbaan begon in the muziekgroep The Five Dimensions, waarvan later de zanger wereldberoemd werd: Rod Stewart. The Five Dimensions begeleidde ooit Chuck Berry. Vervolgens belandde hij in The Herd met Peter Frampton, Patto’s People/The Chicago Line Blues Band, om uiteindelijk samen met Keith Relf en Jim McCarthy Renaissance te formeren. 
Na het uiteenvallen van de oorspronkelijke band, belandde Cennamo in Colosseum, Steamhammer, Armageddon en Illusion. Die laatste was een reünie van de eerstgenoemde band Renaissance. Toen Illusion uiteenviel ging Cennamo verder met Jim McCarthy in Stairway en nam deel aan diverse reüniesamenstellingen van Renaissance zoals Renaissance Illusion. Laatst bekende band is Special Edition. 
In de tijd van Illusion en Stairway werd Louis geëerd door Louis’ Theme. Soms werd zijn naam verbasterd tot Loui, om te voorkomen dat Louis uitgesproken zou worden als Lewis. Naast zijn deelname aan bovenstaande band trad hij ook op en nam albums op met James Taylor, Joan Armatrading, Al Stewart en Rosetta Tharpe.

## Discografie

### The Chicago Line Blues Band
- 1966: een single

### James Taylor
- 1968: James Taylor

### Jody Grind
- 1969: Jody Grind: One Step on

### Renaissance
- Renaissance
- Illusion

### Al Stewart
- 1970: Zero She Flies

### Colosseum
- 1970: Daughter of Time

### Steamhammer
- 1972: Speech

### Armageddon
- 1975: Armageddon

### Illusion
- 1977: Out of the Mist
- 1978: Illusion
- 1979: Enchanted Caress (pas in 1990 verschenen)

### Stairway
- 1987: Aquamarine
- 1988: Moonstone
- 1989: Chakra Dance
- 1992: Medicine Dance
- 1995: Raindreaming

### Renaissance-Illusion
- 2001: Through the Fire